# هایدوناناش
هایدوناناش (به مجاری: Hajdúnánás) در هایدو-بیهار در کشور مجارستان واقع شده‌است. جمعیت این شهر ۱۷٫۸۹۲ نفر  است.